# Hatley, Mississippi
Hatley är en ort i Monroe County i delstaten Mississippi, USA.